# 桶田敬太郎
桶田 敬太郎（おけだ けいたろう、1971年〈昭和46年〉10月4日 - 2019年〈令和元年〉11月23日）は、日本のお笑い芸人、構成作家、イベントプロデューサー、プランナー。株式会社MR所属兼代表取締役。
お笑いコンビ「フォークダンスDE成子坂」の元メンバー（ボケ・ネタ作り担当）。兵庫県尼崎市生まれ、同西宮市、三重県鈴鹿郡関町（現亀山市）育ち。三重県高田高等学校卒業。血液型A型。身長177cm。

## 経歴
兵庫県尼崎市にて誕生。西宮市にて育つが、10歳の時に父親の転勤に伴い三重県鈴鹿郡関町（現亀山市）に移住する。
高校在籍時よりお笑い芸人を志望して、中学時代の同級生・村田渚とコンビを組み、ホリプロのオーディション参加を機に、ホリプロお笑い勉強会参加のため定期的に三重と東京を行き来した時期を経て、高校卒業後上京し、芸人として本格的に活動を開始。
1990年7月には、コンビ名を『フォークダンスDE成子坂』と改め、1991年3月にホリプロお笑いライブにて初舞台。1992年11月、『演芸ひろば』にて地上波デビューを果たす。シュールな芸風で人気を博し、第14回 高田文夫杯争奪 OWARAIゴールドラッシュにて優勝したほか、テレビ朝日系『GAHAHAキング 爆笑王決定戦』で第2代チャンピオンになるなど、同コンビで参加したお笑い関係の賞レースにて、多くのタイトルを勝ちとる。相方である村田をはじめ、あらゆる芸人から「天才」と呼ばれ、爆笑問題の太田光は「あいつは天才過ぎて売れなかった」と評した。
1999年12月、自らの音楽活動に専念するため、フォークダンスDE成子坂を解散し、バンド『The 3cm〜』のボーカルTaroとして活動を開始する。活動初期メンバーとして、金谷ヒデユキやコアラ（元アニマル梯団）も在籍していた。
2004年より、かつての同僚からの後押しも機に、放送作家・構成作家として、バラエティ番組を中心に、テレビ・イベント・舞台・CMなどの企画/構成を手がけるようになり、その一環として、2005年12月には、ますだおかだのイベントに裏方として参加したほか、2006年4月・11月に行われたますだおかだのライブの構成、2007年4月、三原じゅん子の歌手活動再開ライブのプロデューサーを担当する。2012年には桶田桂太呂という名義で、中京テレビ『KO-EN 講ずるエンタテインメント』の構成を担当した。
その延長として、テレビや舞台などで、発想する企画色やアイデアをビジネス/ビジネスモデルへ活かせないかとの試みで、新規ビジネスモデルやコンテンツアイデアの企画・考案にも参加し、Web・モバイル（製品・サービス企画）・新規エンタテインメントの考案や、タレント/キャラクターの企画・演出など、幅広いエンタテインメントを対象に、企画・構成・演出を行うほか、自身の日常・生活・趣味を活かしたライター業なども行っている。
2014年には、新ネタを自らのYouTubeチャンネルに公開したほか、企画舞台、TheaterLiveShowなど、Web番組や、映像企画・舞台・イベントなどでも披露するなど、ピン芸人としての活動を再開し、後進育成、若手育成の監督・コーチ・ネタ提供、プロデュースなども行う。
2016年末より、自身のブログにてポッドキャスト（http://web-mr.net/）配信を始め、「周りの印象的には上昇期での”突然な水面下での解散”となっている変な名前のコンビ名、フォークダンスDE成子坂というお笑いコンビが解散に至った経緯…」を語っている。
2017年4月には、桶田が中心となり、下北沢の劇場「しもきたドーン」を開館する。
2019年11月23日死去。48歳没。死去においては生前本人が家族に「俺が死んでも誰にも言うな」という遺言を遺していたことから、死去直後は公表せず、一部関係者のみに知らされた。その後、生前に所属し取締役を務めていた芸能事務所MRが2020年2月23日にウェブサイトで死去を正式に公表した。なお、訃報1か月前の同年1月26日に放送した『有吉弘行のSUNDAY NIGHT DREAMER』（JFN系）にて、有吉弘行がアシスタントである安田和博と共に桶田の死去について触れる場面があった。
当初、病名は公表されていなかったが、『ボキャブラ天国』等で共演経験がある爆笑問題の太田光が、訃報から10日後の2020年3月4日放送のTBSラジオ『爆笑問題カーボーイ』内で村田死去後に暫くしてから癌を患っていたことを明かした。この放送内で、先に他界した相方の村田についても触れ、桶田は結婚して息子がいる事も明かした。また、コンビ時代から親交のあった元TBSアナウンサーの浦口直樹によると亡くなる10年前に大腸癌を患っており、一度治療により完治したものの2017年頃に癌が再発していたという。

## 主な出演番組
フォークダンスDE成子坂としての出演は当該記事参照。
- 新しい波（フジテレビ）
- うるとら7:00（日本テレビ）
- 赤坂お笑いオールスターライブ（TBSテレビ）
- GAHAHAキング 爆笑王決定戦（テレビ朝日）
- GAHAHA王国（テレビ朝日）
- 5時SATマガジン（中京テレビ）
- 電波結社バババ団（中京テレビ）
- 今田耕司のシブヤ系うらりんご（フジテレビ）
- ユメディア号こども塾（NHK教育）
- お笑いダンクシュート（NHK総合）
- NEWSモーニングJAM（テレビ東京）
- タモリ倶楽部（テレビ朝日）
- スーパーJチャンネル（テレビ朝日）

他、ラジオ・映画・CM・雑誌多数。

## 映像・出版
- 『フォークダンスDE成子坂LIVE〜自縛〜』（全6巻、出演の他、企画・作・構成・演出も兼任）

## 音源集

### The 3cm～
- The 3cm～（2001年、SHCZ-10）
  - Free Man／Body Stopper／Power Bomb／君に気付いて／あなたを見つめていたい／メロディー／Hang On!／東京はっぱ
- Omnibus（2001年）
  - BLUE SUMMER TIME／オムニバス／FREE MAN／千の術／そよ風の記憶／DEEP SLIDER
- Casino（2001年）
  - ZUKEZUKE／PRIVATE／SWEET PAGE／あなたを見つめていたい／DON'T PLAY ON PAST TIME／上々／ダメなのか